# Surrey Satellite Technology
Surrey Satellite Technology Ltd ou SSTL est une société dérivée de l'université de Surrey spécialisée dans la réalisation et la gestion de microsatellites.
En 2008, elle  devenue une filiale de l'entreprise EADS Astrium, un des deux principaux constructeurs européens de satellites.

## Historique
Créée en 1985 à Guildford, ses premiers satellites sont des satellites radioamateurs connus sous leur nom UoSAT (University of Surrey SATELLITE) ou par leur désignation Orbiting Satellite Carrying Amateur Radio (OSCAR).
SSTL coopère avec le Surrey Space Centre de l'Université de Surrey, qui effectue des recherches dans les domaines des satellites et de l'espace lointain.
En 2002, SSTL s'est orientée vers les services de télédétection avec le lancement de la constellation Disaster Monitoring Constellation (DMC) et d'une filiale associée, DMC International Imaging. 
En janvier 2005, l'université a vendu 10 % des actions de SSTL à SpaceX. Elle a ensuite vendu la majorité de ses actions (approximativement 80 % du capital) à EADS Astrium en avril 2008. 
En août 2008, SSTL a ouvert une filiale américaine, Surrey Satellite Technology-US à Englewood (Colorado).
SSTL travaille avec l'agence spatiale du Royaume-Uni (UKSA) et prend en compte nombre de tâches qui seraient menées en interne dans le cas d'une grande agence spatiale gouvernementale.

## Principaux programmes spatiaux
La société a notamment développé la constellation de satellites d'observation de la Terre DMC et les satellites commerciaux RapidEye.
SSTL a aussi adopté le protocole Internet Protocol (IP) pour les satellites qu'elle construit et opère, à la place du protocole AX.25 utilisé habituellement dans les satellites de radioamateur. Les routeurs CLEO Cisco pour les satellites en orbite basse, à bord du satellite UK-DMC avec un réseau d'équipement ont ainsi bénéficié de l'avantage du protocole IP. Le satellite UK-DMC emporte également une charge utile secondaire consacrée à la réflectométrie GPS.
SSTL développe également une nouvelle plate-forme pour des satellites en orbite géostationnaire ou de transfert (GMP-T pour Geostationary Minisatellite Platform-Transfer), avec pour objectif le marché des télécommunications, sous le nom commercial de SSTL-900.
Dans le cadre de missions d'observation de la Terre, SSTL a été retenu par Earth-i pour la réalisation de deux prototypes Carbonite (lancés en 2015 et 2018) puis d'une première partie d'une constellation de satellites vidéo Vivid prévue en 2019.
SSTL est le constructeur du satellite RemoveDebris lancé en 2018.